# Kệ (lưu trữ)

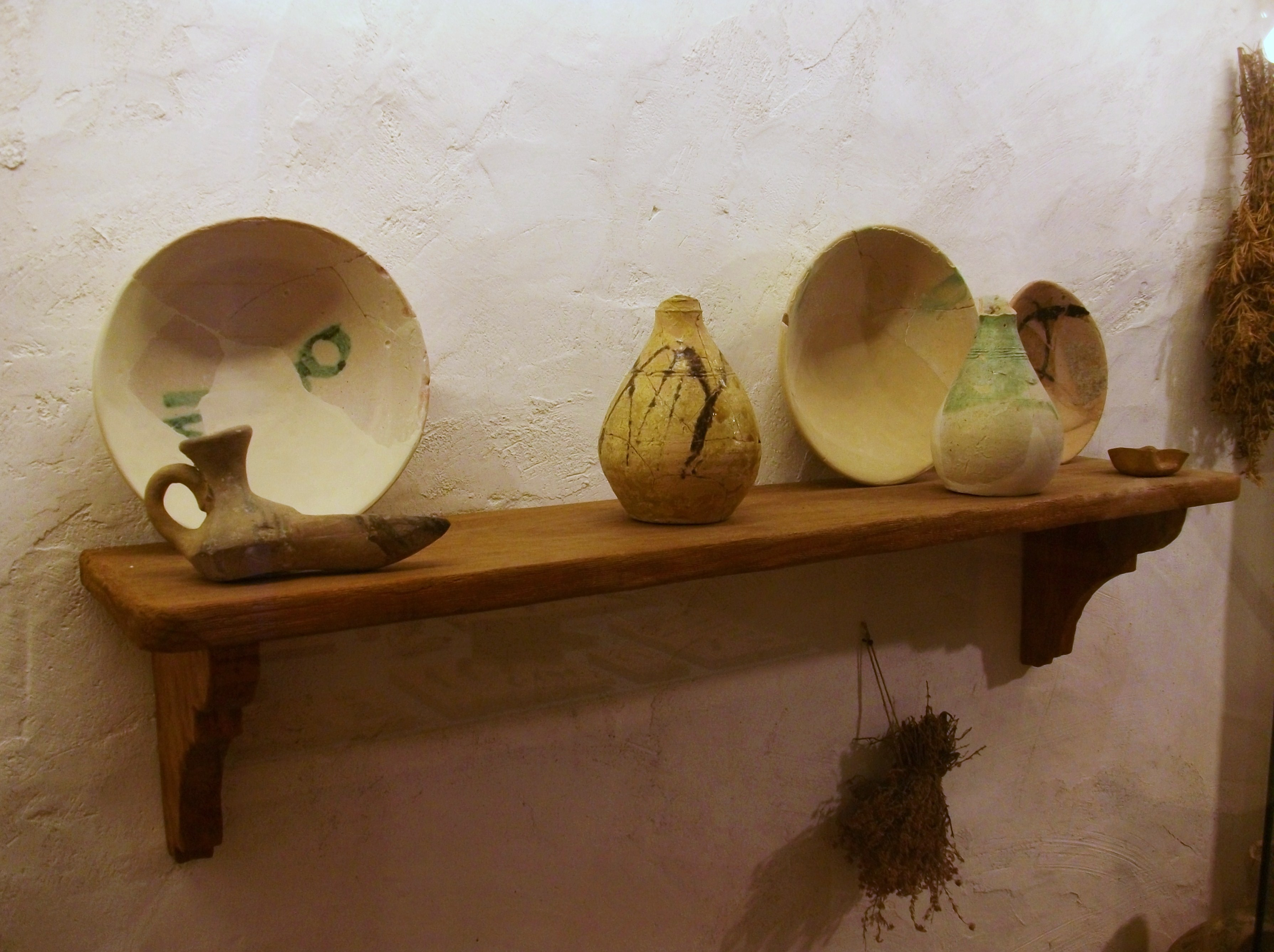
Một kệ gỗ treo tường đơn giản

Kệ là một mặt phẳng ngang phẳng được sử dụng trong nhà, doanh nghiệp, cửa hàng hoặc nơi khác để giữ các mặt hàng đang được trưng bày, lưu trữ hoặc chào bán. Nó được nâng lên khỏi mặt đất và thường được neo / hỗ trợ trên các cạnh có chiều dài ngắn hơn bằng các tấm đỡ. Nó cũng có thể được giữ bởi các cột hoặc trụ. Kệ cũng được gọi là một quầy, gờ, mặt lò sưởi hoặc giá đỡ. Bàn được thiết kế để đặt trên tường, có thể được lắp ráp, được gọi là bảng điều khiển và tương tự như các kệ riêng lẻ.
Kệ có thể được gắn vào tường hoặc bề mặt thẳng đứng khác, được treo trên trần nhà, là một phần cuảmottjoj khung đứng, hoặc nó có thể là một phần của một món đồ nội thất như tủ, tủ sách, trung tâm giải trí, một số đầu giường, và như vậy. Thông thường, hai đến sáu kệ tạo thành một đơn vị, mỗi kệ được gắn vuông góc với các giá đỡ dọc hoặc chéo và được đặt song song với nhau. Kệ đứng tự do có thể được truy cập từ một hoặc cả hai bên dài hơn. Một kệ có dấu ngoặc ẩn được gọi là kệ nổi. Một kệ hoặc hộp được thiết kế để giữ sách là một giá sách.
Chiều dài của kệ dựa trên các giới hạn về không gian của địa điểm và số lượng trọng lượng mà nó sẽ được dự kiến sẽ giữ. Khoảng cách dọc giữa các kệ dựa trên giới hạn không gian của địa điểm của đơn vị và chiều cao của các đối tượng; hệ thống kệ điều chỉnh cho phép thay đổi khoảng cách dọc. Các đơn vị có thể được cố định hoặc là một số hình thức kệ di động. Kệ nặng nhất là kệ pallet. Trong một cửa hàng, cạnh trước của kệ dưới (các) đối tượng được giữ có thể được sử dụng để hiển thị tên, số sản phẩm, giá cả và các thông tin khác về (các) đối tượng.

## Nguyên vật liệu

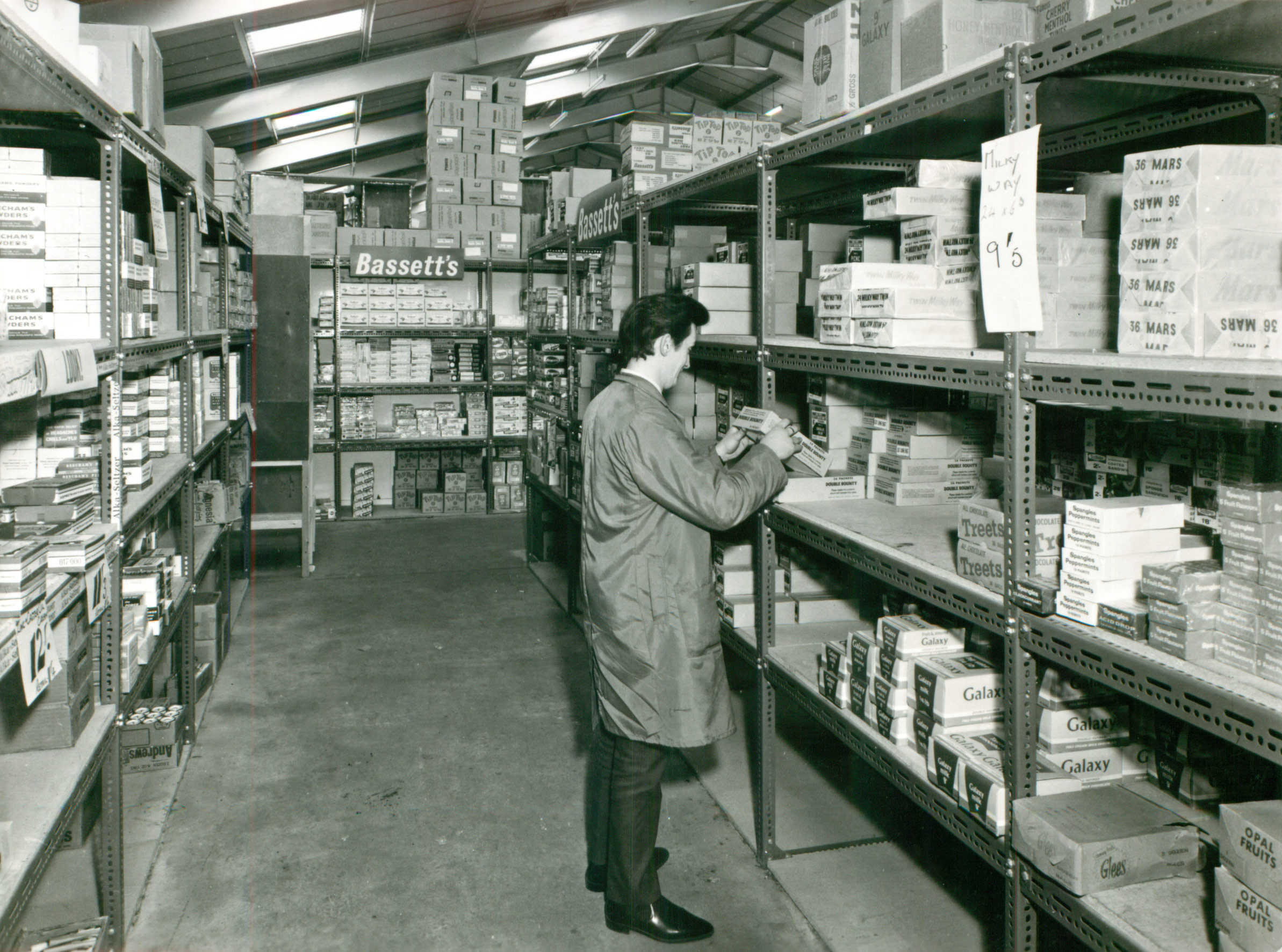
Kệ có thể điều chỉnh được làm từ góc thép Dexion

Kệ thường được làm bằng vật liệu mạnh như gỗ, tre hoặc thép, mặc dù kệ để giữ các vật nhẹ hơn có thể được làm bằng thủy tinh hoặc nhựa. Kệ DIY thậm chí có thể được làm từ một cánh cửa cũ , bút chì màu  hoặc sách.

## Kệ ống
Kệ ống có thể được sử dụng trong nhà, kinh doanh, cửa hàng hoặc nhà hàng. Nó bao gồm chủ yếu là các tấm gỗ nằm trên ống khí thép màu đen hoặc mạ kẽm. Ống đồng có thể được sử dụng nhưng nó không được khuyến khích cho các kệ nặng. Kệ ống cũng có thể được sửa đổi để được sử dụng như màn hình bán lẻ quần áo và kệ treo tường. Kệ ống hỗ trợ phần còn lại trên sàn với mặt bích sàn (những cái này không cần phải gắn) và gắn vào tường với mặt bích được hướng ngược lại. Nhiều thiết kế khác nhau tồn tại và một số công ty sản xuất các kệ này cho các ứng dụng thương mại và dân cư và một số khác làm cho các kệ này như các dự án tự làm.
Kệ ống chủ yếu được gắn vào tường nhưng một số công ty đã thiết kế các đơn vị đứng tự do. Kệ ống thậm chí đã được sử dụng trong các dự án cải tạo như kiến trúc container vận chuyển và được các khách sạn Marriott sử dụng trong một dự án quán bar.

## Tỷ lệ treo trên tường
Khi treo kệ trên tường, các nhà thiết kế nhà thường cố gắng đảm bảo rằng kệ không được rộng hơn 1,4 x chiều rộng của khung và không rộng hơn 1,2 x chiều cao của khung.  Khoảng cách giữa các khung cho một kệ dài không quá 4 x chiều rộng giữa mỗi khung - điều này đúng với các vật liệu thông thường được sử dụng tại nhà.
Chiều dài và kích thước của ốc vít giữ kệ vào tường khác nhau tùy thuộc vào vật liệu của tường. Một nguyên tắc nhỏ cho các bức tường bê tông là vít phải đi vào tường ít nhất là bằng 1/10 chiều rộng của kệ. Nhưng có những hệ thống kệ trong đó một nẹp được treo trên tường mà trên đó các giá đỡ được gắn mà không cần ốc vít.

## Từ nguyên
Các kệ từ là từ scylfe tiếng Anh cổ; gần giống với kệ schelf thấp của Đức và băng ghế Old Norse -skjalf.